# Tayuva

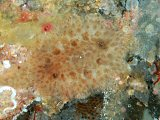
Tayuva lilacina, en el Parque Marino de Izu, Japón

Tayuva es un género de moluscos nudibranquios de la familia Discodorididae.

## Diversidad
- Tayuva lilacina (Gould, 1852)

Especies cuyo nombre ha dejado de ser aceptado por sinonimia:
- Tayuva ketos Marcus & Marcus, 1967: aceptado como Tayuva lilacina  (Gould, 1852)